# Зайчик, Михаил Ильич
Михаил (Герцель) Ильич Зайчик ( 1905, Городея Новогудского уезда Минской губернии — 1977 ) — советский учёный и конструктор в области гусеничных и колесных машин, лауреат Сталинской премии.
Сын бакалейщика Эльи Рубиновича Зайчика.
С начала 1930-х годов — научный сотрудник НАТИ (Научного автотракторного института).
Основатель и первый декан (с 1939) танкового факультета МВТУ им. Баумана. С 1957 по 1976 годы — зав. кафедрой тяговых машин Московского лесотехнического института (МЛТИ).
Доктор технических наук, профессор. Конструктор в области гусеничных и колесных машин.
Автор учебников, учебных пособий, монографий и научных статей. Подготовил 18 кандидатов наук.
Публикации:
- Механизмы поворота танков [Текст]. — М.: Оборонгиз, 1941. — 48 с. : черт.; 20 см.
- Описательный курс танков и тракторов [Текст] / Доц. Г. И. Зайчик, проф. Д. К. Карельских, инж. Е. И. Магидович ; Под ред. проф. М. К. Кристи. — М.; Свердловск: Машгиз, 1944 (М.). — 1 т.; 23 см.
- Лесовозные тракторы и автомобили [Текст] / Проф. д-р техн. наук Н. П. Вознесенский, проф. д-р техн. наук Г. И. Зайчик. — М.; Л.: Гослесбумиздат, 1958. — 439 с., 1 отд. л. черт. : ил.; 23 см. — (Тяговые машины; Ч. 1).
- Описательный курс танков и тракторов [Текст] / Доц. Г. И. Зайчик, проф. Д. К. Карельских, инж. Е. И. Магидович ; Под ред. проф. М. К. Кристи. — М.; Свердловск : Машгиз, 1944 (М.). — 1 т.; 23 см. Ч. 1: Общее устройство машин и механизмов [Текст]. — 1944. — 319 с. : ил., черт.
- Проектирование и расчёт специальных лесных машин / М. И. Зайчик, С. Ф. Орлов. — М.: Лесн. пром-сть, 1976. — 208 с.
- Тяговые машины и подвижной состав лесовозных дорог [Текст] : (Конструкция и основы теории) : [Учебник для лесотехнических специальностей вузов] / М. И. Зайчик, д-р техн. наук проф., А. М. Гольдберг, д-р техн. наук проф., Д. Д. Ерахтин, канд. техн. наук доц. и др. ; Под общ. ред. д-ра техн. наук проф. М. И. Зайчика. — М.: Лесная пром-сть, 1967. — 712 с. : ил.; 22 см.
- Вопросы теории и конструкции тяговых машин [Текст] : [Сборник статей] / [Под общ. ред. лауреата Гос. премии СССР, д-ра техн. наук, проф. М. И. Зайчика]. — М.: [б. и.], 1970. — 139 с. : черт.; 22 см. — (Сборник работ/ М-во высш. и сред. спец. образования СССР. Моск. лесотехн. ин-т; Вып. 25).

Сталинская премия 1946 года — за разработку конструкции новых механизмов управления танком.